# Roes Welcome Sound
Roes Welcome Sound är ett sund i Kanada.   Det ligger i territoriet Nunavut, i den östra delen av landet, 2 300 km norr om huvudstaden Ottawa.